# Michael Kreß
Michael Kreß (* 12. Februar 1843 in Falkendorf, heute Ortsteil von Aurachtal; † 21. Februar 1929 ebenda) war ein fränkischer Landwirt, Volksdichter und Bürgermeister seines Heimatortes. Er schrieb philosophische Gedichte und Gesänge über Ereignisse seiner Heimat und näheren Umgebung. Unter anderem verfasste er anlässlich der Eröffnung des Museums des Heimatvereins Herzogenaurach am 28. Juni 1908 und  zur Einweihung des ehemaligen Auracher Denkmals für König Ludwig II. von Bayern an der Bamberger Straße am 23. Juli 1911 ein Gedicht.
In Aurachtal wurde ihm zu Ehren eine Straße benannt und in seinem Geburtsort, dem heutigen Ortsteil Falkendorf, ein Denkmal errichtet. Auch im Stadtteil Dechsendorf von Erlangen wurde 1972 eine Straße nach ihm benannt.